# Saint-André-le-Désert
Saint-André-le-Désert is een gemeente in het Franse departement Saône-et-Loire (regio Bourgogne-Franche-Comté) en telt 262 inwoners (2005). De plaats maakt deel uit van het arrondissement Mâcon.

## Geografie
De oppervlakte van Saint-André-le-Désert bedraagt 17,7 km², de bevolkingsdichtheid is 14,8 inwoners per km².
De onderstaande kaart toont de ligging van Saint-André-le-Désert met de belangrijkste infrastructuur en aangrenzende gemeenten.

## Demografie
Onderstaande figuur toont het verloop van het inwonertal (bron: INSEE-tellingen).